# El Hadji Sethe Mbow
Pour les articles homonymes, voir Mbow.
El Hadji Sethe Mbow, né le 2 avril 1985, est un athlète sénégalais.

## Carrière
El Hadji Sethe Mbow est médaillé d'argent du 400 mètres haies aux Championnats d'Afrique juniors d'athlétisme 2003 à Garoua. Il est ensuite médaillé de bronze du relais 4 x 400 mètres aux Jeux de la Francophonie de 2005 à Niamey ainsi qu'aux Championnats d'Afrique d'athlétisme 2008 à Addis-Abeba.